# Rivière aux Sables (vattendrag i Kanada, lat 49,38, long -70,51)
Rivière aux Sables är ett vattendrag i Kanada.   Det ligger i provinsen Québec, i den östra delen av landet, 600 km nordost om huvudstaden Ottawa.
I omgivningarna runt Rivière aux Sables växer i huvudsak barrskog. Trakten runt Rivière aux Sables är nära nog obefolkad, med mindre än två invånare per kvadratkilometer.